# Rincón de Ocotitlán
Rincón de Ocotitlán är en ort i kommunen Sultepec i delstaten Mexiko i Mexiko. Samhället hade 81 invånare vid folkräkningen 2020.